# 幹線
幹線（かんせん）は、水道網、電力網、配電網、電気通信網（電話網など）、交通網（道路網、鉄道網、航空網など）で、主要地点間を結び、網の骨格をなす重要路線。

## 配電網における幹線
屋内配電網における電力幹線設備とは、一般的に受変電設備の配電盤（端子ではその2次側端子）から負荷設備の電灯分電盤や動力制御盤（端子ではその1次側端子）までをいう。
幹線方式には、電灯盤や動力盤ごとに専用の幹線で供給する方式（幹線の本数が多くなり経済的には不利だが、幹線事故が生じたときに他の幹線への波及が少ない）と電灯盤や動力盤に同一系統の大容量幹線で供給する方式（遮断機容量が大きくなるが、幹線が少なくなり経済性や施工性では有利）がある。
幹線系統は、一般系（一般建物負荷）、防災系（火災時に供給する負荷）、保安系（停電時に電源供給が必要な負荷）、重要・最重要系（サーバー等の重要負荷）などに分けられる。
幹線設備（幹線サイズ）の材料を選定する際には、使用する負荷容量に応じた許容電流、電圧降下（配線のリアクタンス、表皮効果、負荷力率等）、配線保護等を考慮して決定される。

### 日本
日本では低圧幹線は、単相2線式（100 Vまたは200 V）、単相3線式（200/100 V）、三相3線式（200 Vまたは400 V）、直流2線式（100 V）に分けられる。

### インドネシア
インドネシアでは三相4線式（380 V/220 V）が一般的で、幹線はNYYやNYMケーブル（PVC二重被覆ケーブル）が多かったが、許容電流が大きいXLPE/PVCケーブルが徐々に普及してきている。

### フィリピン
フィリピンでは三相3線式（220 V）が一般的で、幹線は耐熱IV電線に該当するTHHN（90 ℃耐熱）やTHW（75 ℃耐熱）の電線が普及している。

## 交通網における幹線
交通網（道路網・鉄道網・航空網など）の中で主要な路線を幹線と呼び、最も重要な路線は本線と呼ぶ場合もある。日本の日本国有鉄道経営再建促進特別措置法（国鉄再建法）のように法律上の定義を設ける場合もある。

### 道路網における幹線
道路は主要幹線道路、幹線道路、補助幹線道路、区画道路などに分類される。これを道路の階層化という。
社会基盤の整備においては、商業施設・業務施設は幹線道路に隣接して立地し、大型車両は環境対策を施した幹線道路を通行することが望ましい。道路の階層化が不十分なままだと大型貨物自動車が補助幹線道路などの下位階層の道路を走行することになり、環境や交通安全の面で問題を引き起こすことがある。

### 国鉄再建法上の幹線
日本では国鉄末期の1981年（昭和56年）、「日本国有鉄道経営再建促進特別措置法」（国鉄再建法）に基づいて国鉄の路線は幹線と地方交通線とに分類され、異なる運賃を適用することになった。それまでは、大都市近郊などの一部を除く全国すべての路線で同一の運賃体系を使用していた。その分類はJRにも引き継がれている。一般的な時刻表の索引地図では、幹線は黒の太線で表される。なお、路線名として○○本線と名乗っていても、地方交通線に分類された路線や廃線となった路線もある。
幹線・地方交通線の区分は1977 - 1979（昭和52 - 54）年度の平均輸送実績によって線名単位で機械的に決められた。幹線となる基準は、次のように規定されている。
1. その路線のうちに、（イ）1980年（昭和55年）3月31日時点で人口10万人以上の都市（主要都市）を相互に連絡し、（ロ）旅客営業キロが30 kmを超え、（ハ）全ての隣接駅間で旅客輸送密度（1日1 kmあたりの輸送人員）が4,000人以上である区間を有する線。35線（函館本線、千歳線、室蘭本線、東北本線、常磐線、奥羽本線、羽越本線、磐越西線、仙石線、仙山線、上越線、信越本線、高崎線、両毛線、総武本線、内房線、東海道本線、南武線、武蔵野線、横浜線、相模線、御殿場線、中央本線、篠ノ井線、北陸本線、関西本線、阪和線、山陽本線、伯備線、山陰本線、予讃線、高徳線、鹿児島本線、長崎本線、日豊本線）
2. その路線のうちに、1.の条件にあてはまる営業線と主要都市を連絡し（ロ）と（ハ）の条件を満たす区間を有する線。9線（根室本線、水戸線、湖西線、奈良線、紀勢本線、福知山線、呉線、土讃線、佐世保線）
3. 貨物輸送密度が4,000 t以上である線。7線（石勝線、白新線、山手線、青梅線、宇野線、宇部線、美祢線）

上記の条件を満たす路線を幹線鉄道網と呼び、上記の条件に満たないが、輸送密度8,000人以上の線（15線。赤羽線、五日市線、鶴見線、根岸線、横須賀線、川越線、外房線、成田線、伊東線、草津線、大阪環状線、桜島線、片町線、篠栗線、筑肥線）を加えて幹線系線区と呼んだ。
JR移行後に開業した路線については、利益予測を元にその路線を管轄するJRが幹線・地方交通線の別を決定している。
富山県、石川県では、2015年（平成27年）、2024年（令和6年）の北陸新幹線の開業に伴い、北陸本線の県内区間は全てあいの風とやま鉄道線、IRいしかわ鉄道線に転換されたためJR在来線は地方交通線のみとなっており、元々JR線の存在しない沖縄県を除いた46都道府県で幹線が存在しない都道府県となった。なお、福井県も2024年（令和6年）春に北陸新幹線の敦賀延伸に伴い北陸本線の大聖寺駅 - 敦賀駅間が第三セクターであるハピラインふくいに移管されたため、幹線は敦賀駅 - 深坂トンネルの間のみとなった。

### 幹線空港
日本の国内航空では、東京地区（都市コードTYO：東京国際空港（羽田）、成田国際空港）、大阪地区（都市コードOSA：大阪国際空港（伊丹）、関西国際空港）、札幌地区（都市コードSPK：新千歳空港）、福岡地区（都市コードFUK：福岡空港）、沖縄地区（都市コードOKA：那覇空港）を幹線空港と呼び、幹線空港同士を結ぶ路線を幹線と呼ぶ。

### 路線バスにおける幹線
国土交通省自動車局は、以下の条件を満たす路線バスを「地域間幹線バス」とし、経常赤字が見込まれる一般乗合旅客自動車運送事業者による運行の場合は地域公共交通確保維持改善事業で赤字額の1/2に補助金を出している。
- 複数市町村にまたがる系統
- 輸送量が15 - 150人／日
- 10 ㎞以上の路線